# Poecilanthrax flaviceps
Poecilanthrax flaviceps är en tvåvingeart som först beskrevs av Friedrich Hermann Loew 1869.  Poecilanthrax flaviceps ingår i släktet Poecilanthrax och familjen svävflugor. Inga underarter finns listade i Catalogue of Life.